# Huje (dzielnica)
Huje – dawna osada w regionie Górna Kraina, a obecnie jedna z dzielnic Kranja. Położona jest na wschód od centrum miasta, na wschodnim brzegu rzeki Kokra. 

## Historia
Pierwsze wzmianki o Huje pochodzą, ze źródeł pisanych, z 1306 roku, gdzie osada została nazwana Chuiach. Termin ten pochodzi najprawdopodobniej od słowa Xuďane. W XVII wieku w Huje wybudowano kościół pod wezwaniem św. Józefa, który poświęcono w 1686 roku.
Osada zachowała odrębność aż do XX wieku, z powodu głębokiej rzeki oddzielającej Huje od Kranja. W 1957 roku została przyłączona do miasta i ustanowiona nową dzielnicą.